# Hayesomyia rotunda
Hayesomyia rotunda är en tvåvingeart som beskrevs av Cheng och Wang 2006. Hayesomyia rotunda ingår i släktet Hayesomyia och familjen fjädermyggor. Inga underarter finns listade i Catalogue of Life.